# Frederic Edwin Church
Frederic Edwin Church, född 4 maj 1826 i Hartford, Connecticut, död 7 april 1900, var en amerikansk landskapsmålare och konstsamlare. 
Frederich Church kom från en välbärgad familj och han fick därför möjlighet att vid en tidig ålder utveckla och ägna sig åt sitt konstnärliga intresse. Church visade sig snabbt vara en naturbegåvning och ett underbarn när det gällde måleri. Som artonåring träffade han en av USA:s mest framstående landskapskonstnärer, Thomas Cole, som tog honom till sig och lärde honom utifrån den så kallade Hudson River-skolan.
Efter Coles död 1848 fortsatte Church sitt arbete i Hudson River-skolans anda och samma år blev han invald som den yngste medlemmen i National Academy of Design. 
Church bosatte sig i New York men från vår till höst varje år tillbringade han på vandringar i naturen där han samlade intryck och inspiration till sina målningar. Varje vinter återvände han til New York för att sälja sina verk. Likt sin lärare, Cole, gjorde Church utkast till sina målningar under vandringar i naturen för att underlätta alteljéarbetet. Under senare år gjorde han långa resor till Sydamerika och längs Medelhavets kust där han hittade nya vackra och romantiska paradislandskap att avbilda.
År 1860 gifte sig Church med Isabel Carnes och köpte en gård i Hudson, New York. Deras två första barn, en son och en dotter, dog båda i difteri år 1865. Paret fick dock ytterligare fyra barn och hela familjen brukade följa med på de långa resorna i Europa och Mellanöstern.
Hans konstamling, med egna, men framför allt andras konstverk samt konsthantverksföremål från hela världen finns i den bostad, "Olana" han lät bygga vid Hudsonfloden i delstaten New York, USA.

## Eftermäle
Asteroiden 10343 Church är uppkallad efter honom.